# Lijst van kerkgebouwen in Delft
Dit is een overzicht van de Kerkgebouwen in Delft.
| Kerk | Wijk           | Afbeelding |
| --- | -------------- | ---------- |
| Sint-Adelbertkerk Locatie:51° 59′ 50″ NB, 4° 21′ 32″ OL Bouwjaar kerkgebouw: 1967 Kerk: Rooms-Katholiek Parochie: Sint Ursulaparochie                                                                | Voorhof        |            |
| Kerk van het Allerheiligst Sacrament Ook bekend als Sacramentskerk of Vredeskerk Locatie: 52° 0′ 27″ NB, 4° 22′ 20″ OL Bouwjaar kerkgebouw: 1940 Kerk: Rooms-Katholiek Parochie: Sint Ursulaparochie | Wippolder      |            |
| Armenkerk Bouwjaar: 1847 Afgebroken: 1960 Kerk: Nederlands Hervormd | Centrum        |            |
| Pastoor van Arskerk Locatie: 52° 0′ 46″ NB, 4° 20′ 36″ OL Bouwjaar: 1955 gesloten: 2008 Kerk: Rooms-Katholiek Parochie: Sint Ursulaparochie                                                          | Hof van Delft  |            |
| Bethlehemkerk Locatie:52° 1′ 17″ NB, 4° 21′ 19″ OL Kerk: Protestantse Kerk in Nederland Gemeente: wijkgemeente Binnenstad-Vrijenban                                                                  | Vrijenban      |            |
| Christelijke Gereformeerde Kerk Locatie:52° 0′ 47″ NB, 4° 21′ 46″ OL Bouwjaar: 1905, nieuwbouw in 1933 Gesloten: 2013 Kerk: Christelijk Gereformeerd                                                 | Centrum        |            |
| Het Boek Locatie:51° 59′ 10″ NB, 4° 21′ 9″ OL Bouwjaar: 1991, verbouwd tot kerk in 2013 Kerk: Christelijk Gereformeerd                                                                               | Tanthof-West   |            |
| H.H. Franciscus en Clarakerk Voorheen de H.H. Nicolaas en Gezellenkerk. Ook bekend als de Raamstraatkerk. Locatie: 52° 0′ 20″ NB, 4° 21′ 12″ OL Kerk: Rooms-Katholiek Parochie: Sint Ursulaparochie  | Westerkwartier |            |
| Genestetkerk Locatie: 52° 0′ 38″ NB, 4° 21′ 26″ OL Kerk: Remonstrants | Centrum        |            |
| Heilige Kruiskapel Kerk: Rooms-Katholiek | Centrum        |            |
| Sint-Hippolytuskapel Locatie: 52° 0′ 40″ NB, 4° 21′ 23″ OL Kerk: Rooms-Katholiek Parochie: Sint Ursulaparochie                                                                                       | Centrum        |            |
| Sint Hippolytuskerk Kerk: Rooms-Katholiek | Centrum        |            |
| Hofkerk Locatie: 52° 0′ 38″ NB, 4° 20′ 36″ OL Kerk: Protestantse Kerk in Nederland Gemeente: Wijkgemeente i.w. West-Noordwest                                                                        | Hof van Delft  |            |
| Immanuëlkerk Locatie:52° 0′ 18″ NB, 4° 22′ 30″ OL Kerk: Nederlandse Gereformeerde Kerken | Wippolder      |            |
| Lutherse kerk Locatie:52° 0′ 55″ NB, 4° 21′ 11″ OL Bouwjaar: 15e eeuw Kerk: Evangelisch-Luthers | Centrum        |            |
| Maria van Jessekerk Locatie: 52° 0′ 41″ NB, 4° 21′ 39″ OL Bouwjaar: 1875 Kerk: Rooms-Katholiek Parochie: Sint Ursulaparochie                                                                         | Centrum        |            |
| Marcuskerk Locatie:51° 59′ 41″ NB, 4° 21′ 16″ OL Architect: H.W.M. Hupkes Bouwjaar: 1968 Kerk: Protestantse Kerk in Nederland Gemeente: wijkgemeente Mattheus (GB)                                   | Voorhof        |            |
| Sint-Marthakapel | Centrum        |            |
| Mattheüskerk Bouwjaar: 1964 Kerk: Nederlands Hervormd Sinds 1997 buiten gebruik als kerk. | Westerkwartier |            |
| Nieuwe Kerk Locatie: 52° 0′ 43″ NB, 4° 21′ 38″ OL Bouwjaar: 1396 hersteld na brand 1536 Kerk: Protestantse Kerk in Nederland Gemeente: wijkgemeente Mattheus, Maranatha, Binnenstad-Vrijenban        | Centrum        |            |
| OLV Onbevlekt Ontvangen Locatie: 52° 1′ 17″ NB, 4° 21′ 28″ OL Bouwjaar: 1966 Gesloten: 2008 Kerk: Rooms-Katholiek                                                                                    | Vrijenban      |            |
| Ontmoetingskerk Locatie: Kerk: Gereformeerde Kerk Gemeente: Westerparochie |                |            |
| Oude Kerk Locatie: 52° 0′ 44″ NB, 4° 21′ 20″ OL Boujaar: ca. 1300 en later Kerk: Protestantse Kerk in Nederland Gemeente: wijkgemeente Mattheus, Maranatha, Binnenstad-Vrijenban                     | Centrum        |            |
| Sint Stanislaskapel Kerk: Rooms-Katholiek | Hof van Delft  |            |
| Vierhovenkerk Locatie: 51° 59′ 43″ NB, 4° 20′ 53″ OL Kerk: Protestantse Kerk in Nederland Gemeente: wijkgemeente Vierhoven                                                                           | Buitenhof      |            |
| Waalse kerk Locatie: Oude Delft 177 Bouwjaar: 1470 | Centrum        |            |
| Zuiderkerk Locatie: 52° 0′ 24″ NB, 4° 21′ 42″ OL Kerk: Evangeliegemeente Morgenstond | Centrum        |            |